# Pineapple Bun

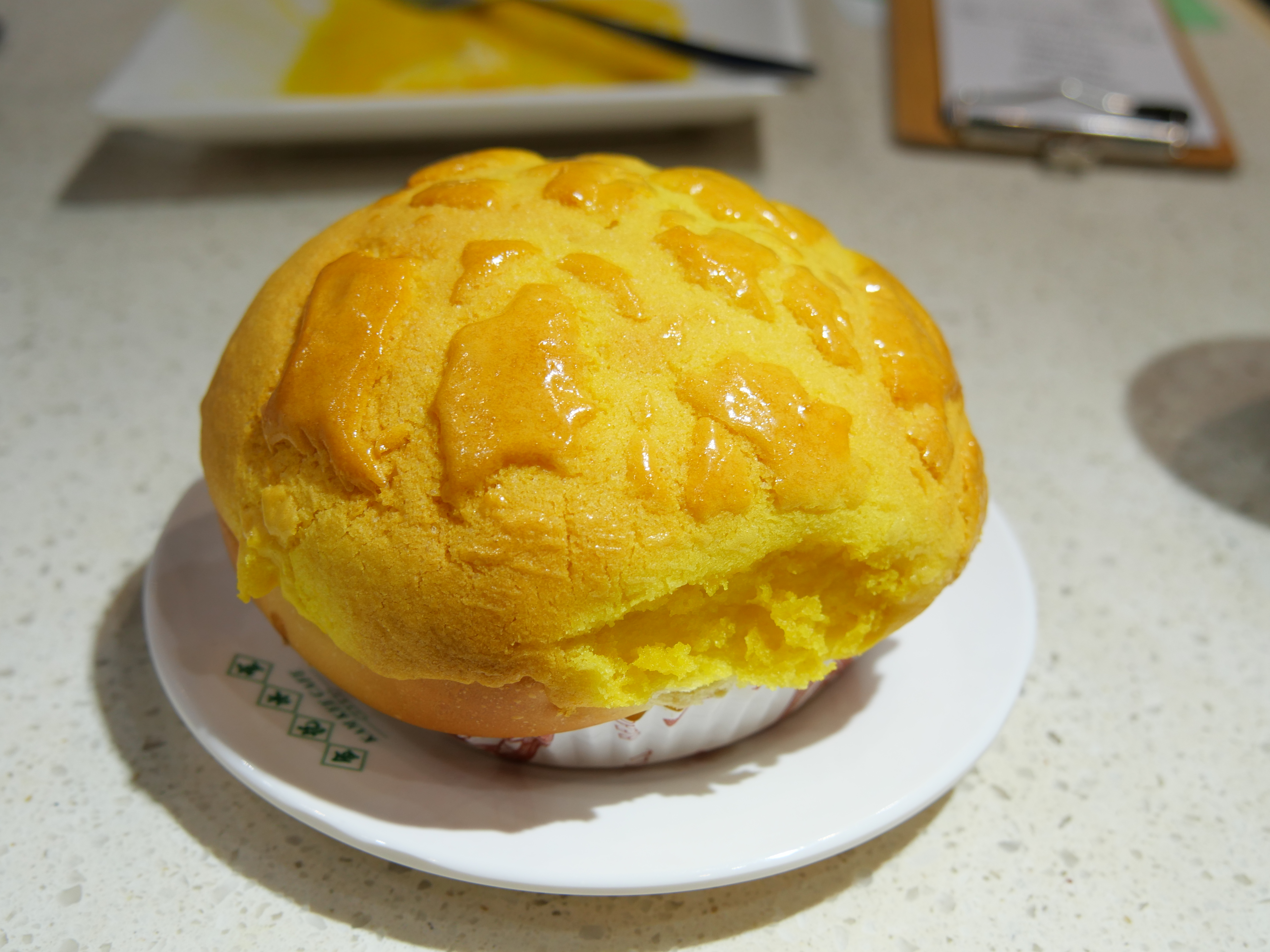
Ofenfrischer „Pineapple Bun“

Ein Pineapple Bun (chinesisch 菠蘿包 / 菠萝包, Pinyin bōluó bāo, Jyutping bo1lo1baau1, Yale bōlòh bāau, kantonesisch boh1loh4baau1 – „Ananasbrötchen, Ananasbrot“; alternativ in Min: 王梨包,  wánglíbāo, Pe̍h-ōe-jī ông-lâi-pau) ist eine Sorte von Milchbrötchen (englisch Bun), die vor allem in der Kanton-Küche von Hongkong und Macau beliebt, aber auch weltweit bei Auslandschinesen mit kantonesische Wurzeln in den Chinatowns verbreitet ist. Dem Namen zu Trotz steht Ananas nicht auf der Zutatenliste der Backware. Der Name bezieht sich vielmehr auf das Aussehen des Brötchens, da die charakteristische Kruste des Gebäcks an die Schale einer Ananas erinnert.

## Geschichte
Im Juni 2014 nahm die Regierung von Hongkong das Pineapple Bun in die Liste des Intangible Cultural Heritage (Kulturerbe) auf. Die Tai Tung Bakery (大同老餅家) in Yuen Long stellt die Brötchen seit über 70 Jahren her und war ein Hauptakteur dabei, die Technik zur Herstellung dieser Brötchen auf die Liste der 480 Erzeugnisse des lebendigen Kulturerbes zu setzen.

## Herstellung
Der Brötchenteig besteht aus denselben Zutaten wie andere chinesische Brote nach europäischem Vorbild mit einem weichen, hellen Teig aus Weizenmehl, Wasser, Salz, sowie Backtriebmitteln und Zucker. Die Kruste der Brötchen, die an die Schale der Ananas erinnert, wird aus einem anderen Teig gemacht, der ganz ähnlich für die Herstellung von Sugar Cookies (Kuchenstreuseln) verwendet wird. Sie besteht aus Zucker, Ei, Mehl und Schmalz und wird knusprig braun gebacken. Im Verhältnis zum Brötchen ist sie sehr süß.
In Hongkong wird das Pineapple Bun (boluo bao) gern zum Frühstück oder als Zwischenmahlzeit zum Nachmittagstee gegessen. Der Pineapple Bun ist Teil der kantonesische Regionalküche Chinas, siehe auch Baozi.

### Varianten
Die Variante des sogenannten buttered pineapple bun – Pineapple bun mit Butter – ist sehr beliebt bei den lokalen Bürger Hongkongs. In vielen Gaststätten Hongkongs, wie den sogenannten „Tee-Restaurants“ cha chaan tengs (茶餐廳) oder den lokalen Garküchen dai pai dongs (大牌檔) wird das Pineapple bun mit einem Stück Butter warm serviert. Im Kantonesischen wird diese Variante als boh loh yau (kant. 菠蘿油) bezeichnet. boh loh bedeutet Ananas und yau bezeichnet hier umgangssprachlich die Butter. Andere Varianten benutzen für die Füllung zum Beispiel Custard (奶黃菠蘿包), rote Bohnenpaste (紅豆菠蘿包) und süße Kokosflocken (椰絲菠蘿包) oder auch Frühstücksfleisch (englisch luncheon meat, Spam®, 餐肉菠蘿包) und gegrilltes Schweinefleisch (englisch barbecued pork, 叉燒菠蘿包) als Aufschnitt. Selten wird auch eine Füllung aus echter Ananas angeboten. Daneben gibt es unterschiedliche Größen, wie Mini-Pineapple Bun (迷你菠蘿包) oder vergleichbar als einem Cocktail Bun (雞尾包).
Japanisches Melonenbrot und koreanisches Soboro-Brot sind Varianten, die dieselben Zutaten verwenden, wie deutsche Streusel, dafür bemühen diese Varianten sich nicht um das Ananas-artige Aussehen.

## Rezeption
Die Hongkonger Comicfigur McDull, auch Hauptfigur im Zeichentrickfilm McDull, Prince de la Bun, wird oft mit einem Pineapple Bun dargestellt. Der chinesische Filmtitel lautet auch Boluoyou wangzi (Prinz des Butter-Pineapple Bun, 菠蘿油王子).
2005 wurde von der lokalen Bevölkerung der Name Pineapple bun als Bezeichnung für einen Taifun vorgeschlagen. Der Direktor des Hong Kong Observatory wies diesen Vorschlag jedoch ab mit dem Hinweis, dass in einer Berichterstattung über einen Tropensturm mit solch einen Namen unseriös klingen würde.

## Galerie

Verschiedene Pineapple Bun
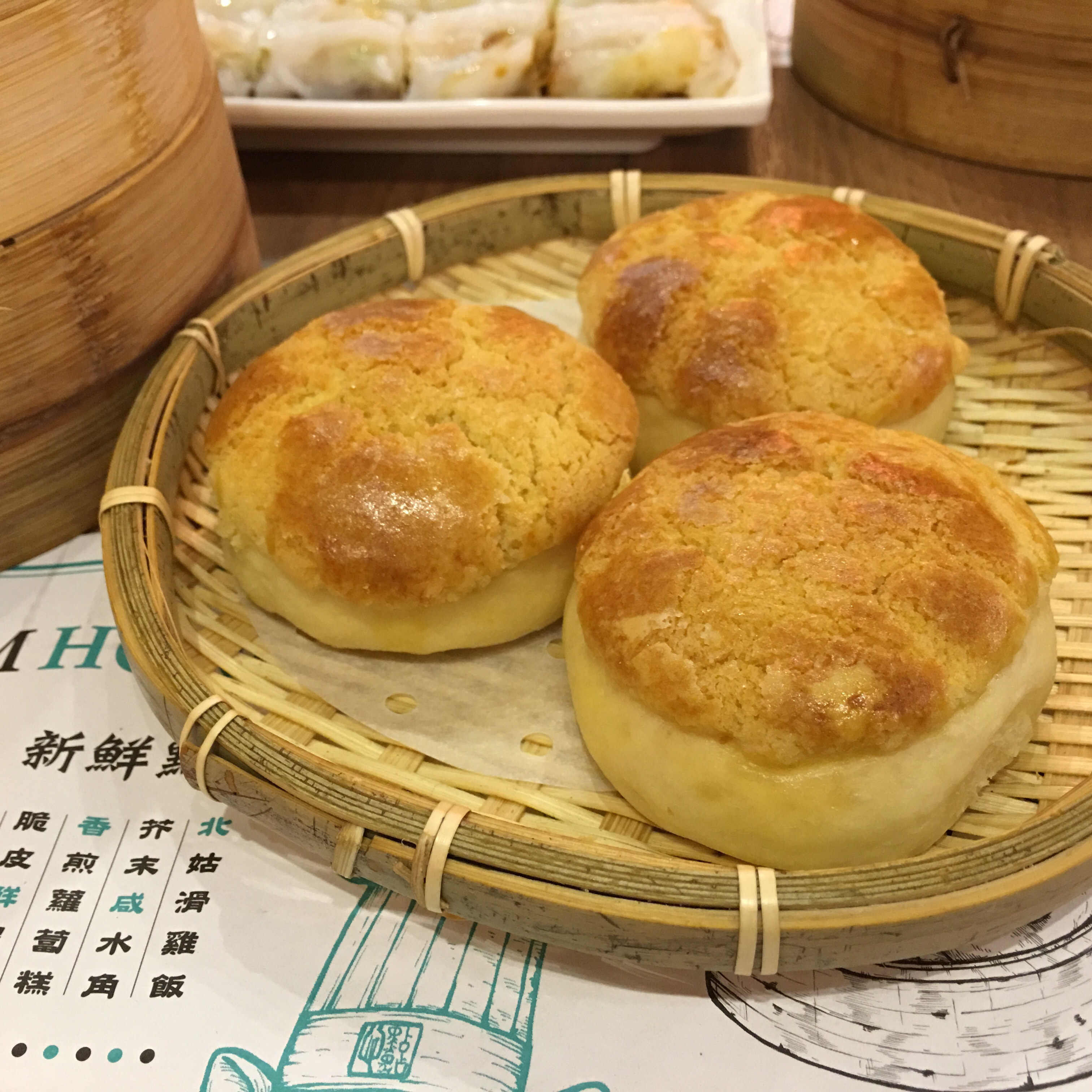
Pineapple Buns in Taipeh
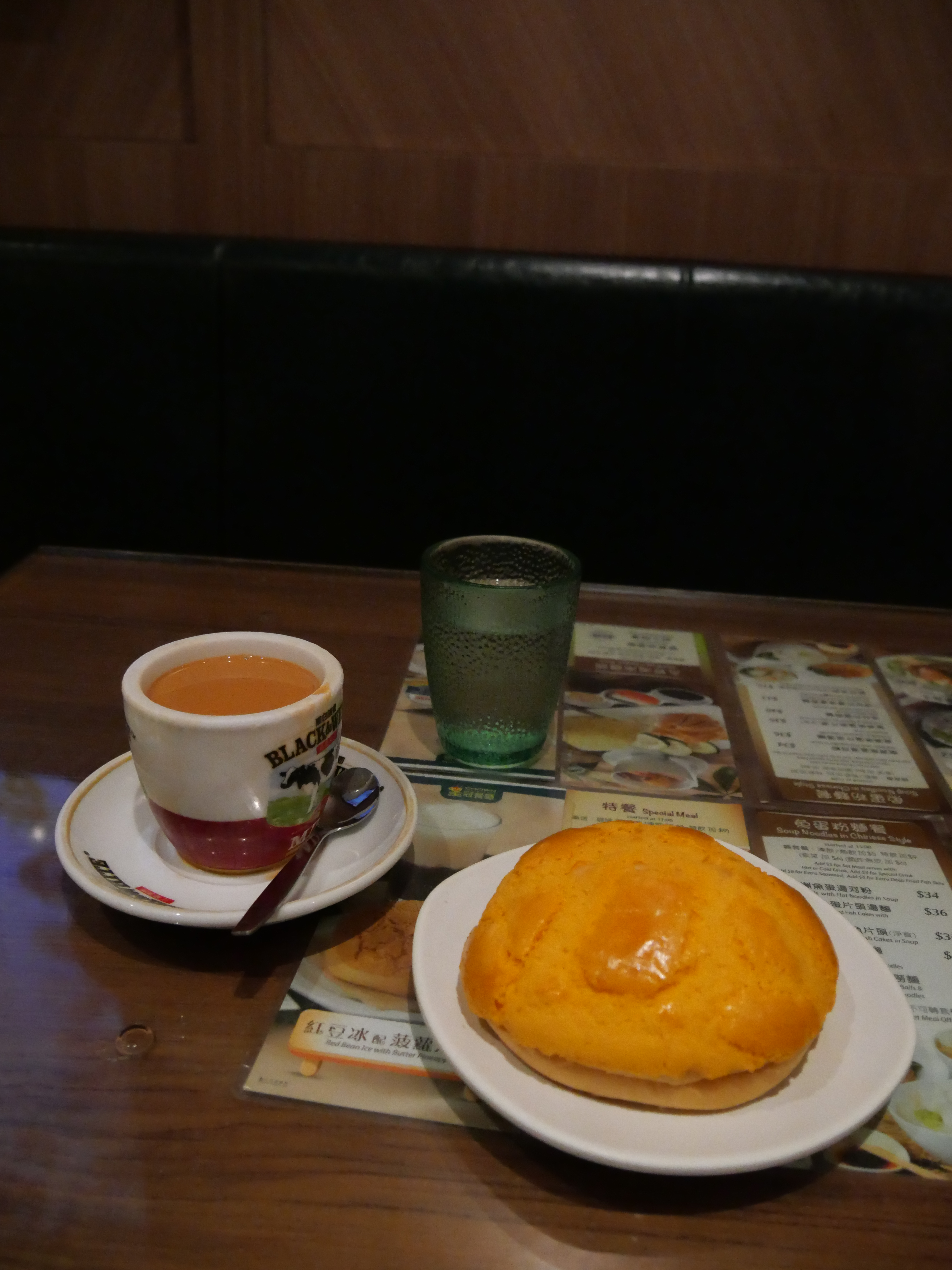
Imbiss zum Tee
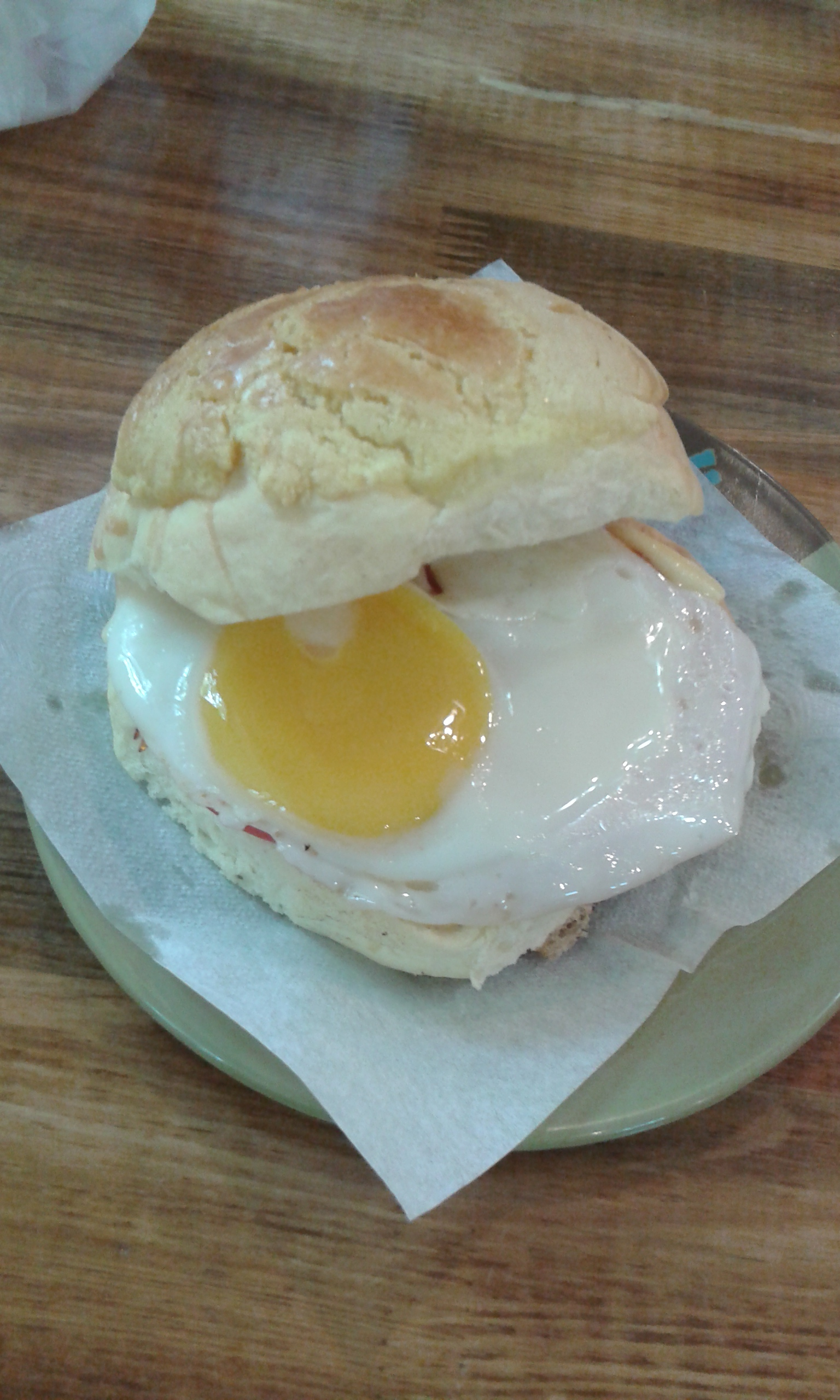
Mit Ei, Tomate
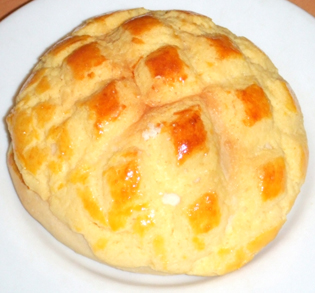
Alternative Form – Pineapple Bun
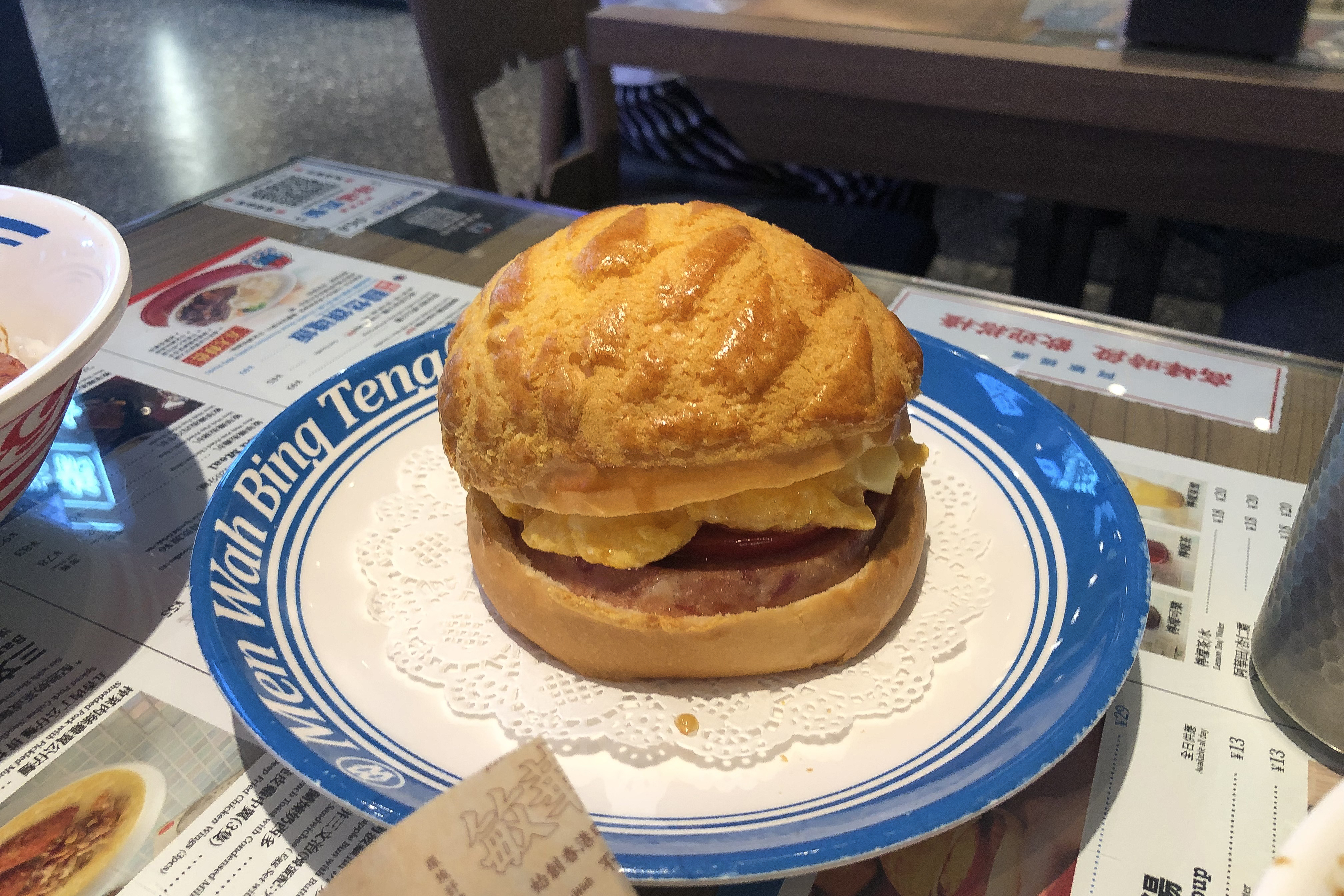
Mit Frühstücksfleisch, Ei und Tomate
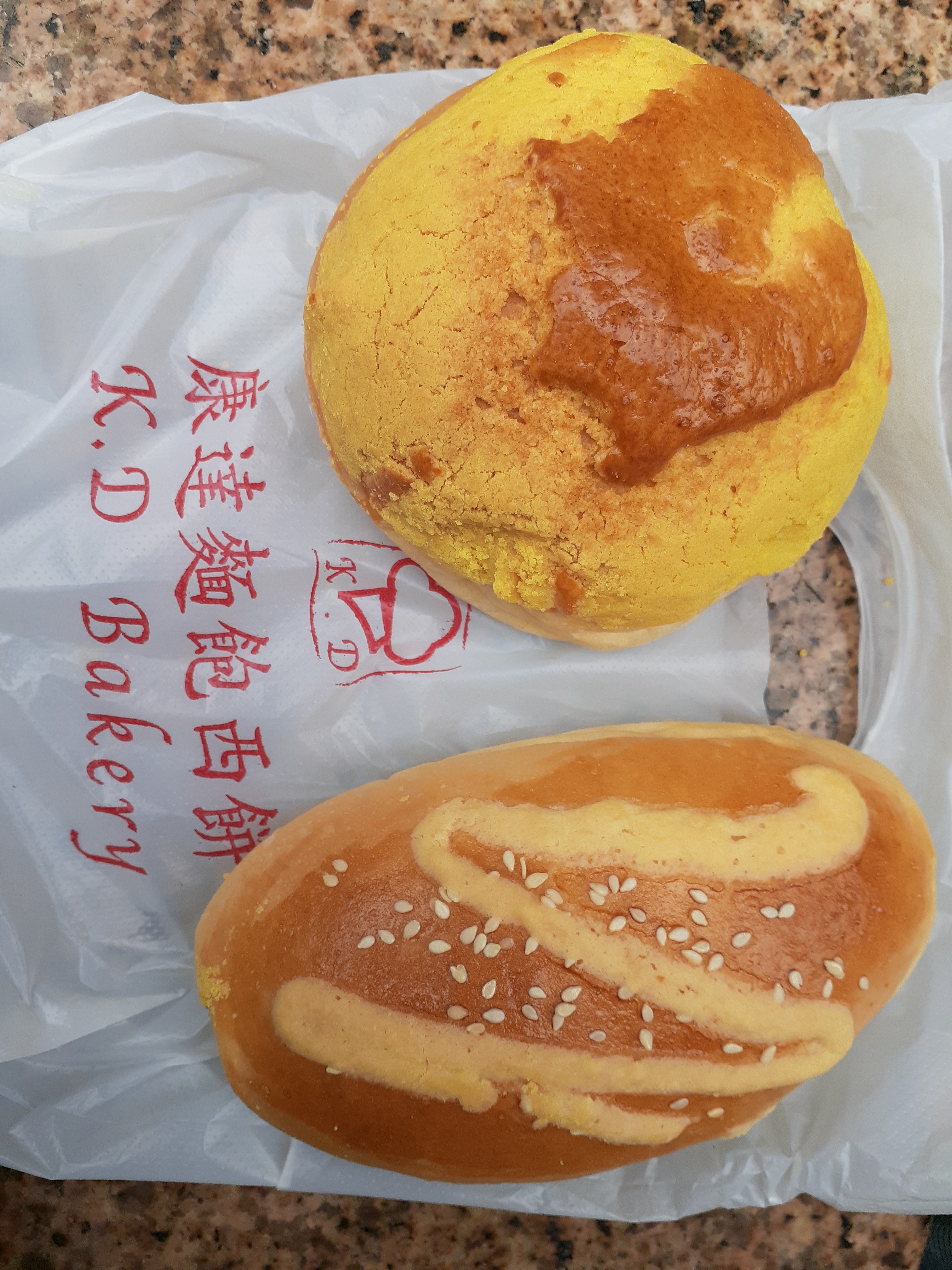
Pineapple Bun (oben)[Anm. 14]